# Gephyrocharax chaparae
Gephyrocharax chaparae es una especie de peces de la familia Characidae en el orden de los Characiformes.

## Morfología
Los machos pueden llegar alcanzar los 4,8 cm de longitud total.

## Hábitat
Vive en zonas de clima tropical 20 °C - 24 °C de temperatura.

## Distribución geográfica
Se encuentran en Sudamérica:  cuenca del río Chapare en Bolivia.